# ひばり・チエミ・いづみ 三人よれば
『ひばり・チエミ・いづみ 三人よれば』は、1964年5月16日に東宝で上映された日本映画。監督は杉江敏男。併映は宝塚映画作品の『僕はボディガード』（監督：久松静児。主演：渥美清）。

## 概要
1957年制作の『大当り三色娘』（監督：杉江敏男）以来、7年ぶりに美空ひばりと江利チエミと雪村いづみの三人娘が共演した映画である。

## ストーリー
桜花学園の人気者だった美川喜美枝・江崎とし子・月村恵子の3人は、卒業後、それぞれ料亭の女将・東西TVディレクター・フランス帰りのヘアデザイナーをやっていた。そんなある日、3人は学園の恩師で、今は仲人業の清国ます子の家に呼ばれ、松谷という青年とのお見合いを勧めた。3人は喜ぶが、松谷がハゲだと知って幻滅し、「私には既に恋人が居ます」と誤魔化した。ところがます子から「その恋人を見たい」と言われ、3人はオロオロ。とりあえず喜美枝は、幼馴染みの花荻流家元の御曹司・花荻友之輔を連れて行く事に。一方とし子は、仕事仲間の青木カメラマンを「撮影」と称して連れ、恵子は自分に一目惚れしている石岡を連れて行く事にした。だが当日、青木と石岡の行動から2人はニセモノだとばれ、喜美枝も友之輔との口論の末、1人で来てしまった。そんな3人に、ます子はパイロットの高野修という青年を紹介。ところが3人は高野を見てギョッ！彼は前日、3人が車をぶつけてケンカをしそうになった相手だったのだ。喜美枝をよそに、とし子と恵子は大喜び。だが後日、高野には既にフィアンセが居た事が分かって大ショック！しかし…!!

## キャスト
- 美川喜美枝：美空ひばり
- 江崎とし子：江利チエミ
- 月村恵子：雪村いづみ
- 花荻友之輔：宝田明
- 青木：夏木陽介
- 石岡：岡田真澄
- 高野修：高島忠夫
- 清国ます子：清川虹子
- 清国武男：高田稔
- 松谷：石橋エータロー
- 美川芳造（喜美枝の父）：田崎潤
- 山田たね子：福田公子
- はる：三田照子
- 沢田悦子：北川町子
- 花荻ゆき：水の也清美
- 江崎徹：小杉義男
- 評論家：岡部正
- 花岡：朝比奈愛子
- 黒沢年男（映画デビュー作）

## スタッフ
- 製作：杉原貞雄
- 脚本：笠原良三、田波靖男
- 音楽：神津善行
- 撮影：完倉泰一
- 美術：育野重一
- 録音：藤縄正一
- 照明：金子光男
- 編集：小畑長蔵
- スチール：秦大三
- 合成：三瓶一信
- 監督：杉江敏男

## 備考
●劇中、喜美枝・とし子・恵子が学生時代を回想する場面では、三人娘の初共演作『ジャンケン娘』（1955年東宝。監督：杉江敏男）のシーンがインサートしているが、『ジャンケン娘』では、美空は阿佐見ルリという学生、江利は千明由美という学生（ルリの親友）、雪村は雛菊という舞妓をそれぞれ演じており、本作の役どころとは違っている。
●美空、江利、雪村の役名は、上は芸名のもじり、下は各母親の名前となっている。